# Cylindromyia aurigans
Cylindromyia aurigans är en tvåvingeart som beskrevs av Cantrell 1984. Cylindromyia aurigans ingår i släktet Cylindromyia och familjen parasitflugor. Inga underarter finns listade i Catalogue of Life.